# Arundinella deppeana
Arundinella deppeana är en gräsart som beskrevs av Christian Gottfried Daniel Nees von Esenbeck. Arundinella deppeana ingår i släktet Arundinella och familjen gräs. Inga underarter finns listade i Catalogue of Life.